# ÍA Akranes
El Íþróttabandalag Akraness, també conegut com a ÍA, és un club islandès de futbol de la ciutat d'Akranes, al nord d'Islàndia.
Va ser fundat l'any 1946.Actualment milita a la Úrvalsdeild Karla, la primera divisió islandesa, després d'aconseguir l'ascens l'any 2018. A més del futbol té seccions de bàsquet, golf, equitació, gimnàstica, voleibol, bowling, karate, bàdminton i natació.

## Història
El club es va fundar- l'any 1946 i només cinc anys després, va ser el primer dels seus divuit títols de lliga i el primer club islandès que no era de Reykjavík que va ser campió d'Islàndia.
La primera temporada va ser la de l'any 1946, just després de la fundació. Els Skagamenn van finalitzar en cinquena i penúltima posició amb dos empats i tres derrotes. La següent temporada, disputada l'any 1947, el club finalitza en última posició i l'any 1948 no participa en la competició. L'any 1949 torna a participar en la lliga, novament ampliada a cinc equips, però com l'any 1947, finalitza en última posició.
La temporada de 1950 l'ÍA aconsegueix la que fins al moment era la millor classificació en la història del club, el tercer lloc, amb un balanç de tres empats i una derrota, però se seguia resistint aconseguir una victòria.
Aquesta arribaria en la lliga de 1951, quan l'Íþróttabandalag Akranes, es proclama per primera vegada campió de la Lliga islandesa de futbol, trencant d'aquesta manera el domini total i absolut dels clubs de Reykjavík, que havien dominat completament la competició des de llur fundació l'any 1912. En la dècada dels 1950, l'ÍA aconsegueix dues lligues més els anys 1953 i 1954.
Als anys 1960, només s'aconsegueix un títol de lliga, precisament l'aconseguit l'any 1960. En aquesta dècada, es crea la Copa islandesa de futbol, però malgrat que l'ÍA arriba a cinc finals, els anys 1961, 1963, 1964, 1965 i 1969, en cap d'ells aconsegueix guanyar el títol, ja que les perd contra el KR Reykjavík (1961, 1963 i 1964), Valur Reykjavík (1965) i ÍBA Akureyri (1969), respectivament.
Precisament l'any 1967, finalitza en última posició i es produeix el seu primer descens a la 1. deild Karla, però un any més tard finalitza en primera posició i torna novament a la màxima categoria del futbol islandès.
La dècada dels 70, comença bé amb l'equip guanyant l'any 1970, la seva setena lliga, cosa que permetrà que l'equip disputi per primera vegada a la seva història una competició europea, la Copa de les Ciutats en Fires, de la temporada 1970-1971, on serà eliminat a la primera ronda per l'Sparta Rotterdam.
Durant aquesta dècada guanyarà tres lligues més, els anys 1974, 1975 i 1977, cosa que li permetrà disputar la Copa d'Europa, màxima competició del futbol europeu de les temporades 1971-1972, 1975-1976, 1976-1977 i 1978-1979.
En els anys 70 disputa novament cinc finals de la Copa islandesa de futbol, perdent les finals de 1974, 1975 i 1976 i guanyant-la per primera vegada l'any 1978, fet que permetrà que disputi la Recopa d'Europa de futbol de la temporada 1979-1980 on serà eliminat en primera ronda pel Futbol Club Barcelona.
També guanyarà la Supercopa l'any 1978.
A la dècada dels 80, els Skagamenn sumen dos nous títols de lliga, els anys 1983 i 1984, guanyen quatre títols de copa, permetent fer doblet durant dues temporades consecutives, la de 1983 i la de 1984 i també un de la Supercopa l'any 1987.
En aquesta dècada, participa en dues edicions de la Copa d'Europa (1984-1985 i 1985-1986), dues de la Recopa d'Europa de futbol (1983-1984 i 1987-1988) i quatre de la Copa de la UEFA (1980-1981, 1986-1987, 1988-1989 I 1989-1990).
La dècada dels 90 és, sens dubte, la millor de l'IA, ja que aconsegueix cinc títols de lliga (1992, 1993, 1994, 1995 i 1996), dos de Copa (1993 i 1996), dos de la Copa de la Lliga islandesa de futbol (1996 i 1999) i dos de la Supercopa (1994 i 1995).
En aquesta dècada aconsegueix el seu triomf europeu més important a la Lliga de Campions de la UEFA, quan després d'eliminar a la ronda prèvia al Klubi Futbollit Partizani Tirana (0 - 0 a Albania i 3 - 0 a Islàndia), als setzens de final, va enfrontar-se a doble partit amb el campió neerlandès, el Feyenoord Rotterdam.
En el partit d'anada, L'ÍA, va aconseguir un triomf històric per 1 - 0, però en el partit de tornada, els holandesos van imposar-se per 3 - 0, impedint la classificació pels vuitens de final.
En aquesta dècada l'ÍA, va disputar una nova edició de la Lliga de Campions de la UEFA (1997-1998) i quatre de la Copa de la UEFA (1994-1995, 1995-1996, 1996-1997 I 1998-1999.
La dècada del 2000, no va començar malament per l'ÍA, que va guanyar una lliga (2001, última fins avui dia), dues copes (2000 i 2003, una Copa de la Lliga (2003) i una Supercopa (2004), però l'any 2008, finalitza en l'última posició i baixa a la 1. deild Karla, en la qual passarà tres temporades fins que el 2011 torna novament a la màxima categoria del futbol islandès.
La nova etapa a l'Úrvalsdeild karla, dura dues temporades, ja que l'any 2013, torna a finalitzar en última posició i baixa novament a la 1. deild Karla.
La temporada 2014 finalitza segon i aconsegueix novament l'ascens a la màxima categoria, que mantindrà fins al 2017, quan novament finalitza últim i baixa de nou, per tornar a pujar l'any 2018.
De nou a la màxima categoria del futbol islandès, l'ÍA Akranes finalitza en tercera posició de la Fotbolti.net Cup, competició amb la qual es dona inici de la temporada a Islàndia. A la Copa de la Lliga els Skagamenn guanyen els cinc partits de la fase de grups i a les semifinals es desfan per 4 - 0 del KA Akureyri, però perd la final per 1 - 2 contra el KR Reykjavík.
A la lliga comença molt bé la temporada, liderant la competició en les primeres jornades i ocupant durant bona part d'aquesta, posicions de competició europea, però a mesura que van passant les jornades, l'equip es desinfla i finalment acaba la temporada en desena posició, un lloc per sobre de les places de descens.
A la Copa cau eliminat als vuitens de final en perdre per 2 - 1 contra el FH Hafnarfjordur.
La temporada 2020 comença per l'ÍA Akranes que es classifica per a la final de la Fotbolti.net Cup, en la qual s'imposa per 2 - 5 al Breidablik, aconseguint d'aquesta manera, per primera vegada el títol.

## Historial a l'Úrvalsdeild Karla
| Temporada | PJ | PG | PE | PP | GF | GC | DG   | PTS |
| --------- | -- | -- | -- | -- | -- | -- | ---- | --- |
| 1946      | 5  | 0  | 2  | 3  | 6  | 13 | -7   | 2   |
| 1947      | 4  | 0  | 1  | 3  | 3  | 11 | -8   | 1   |
| 1949      | 4  | 0  | 2  | 2  | 5  | 9  | -4   | 2   |
| 1950      | 4  | 0  | 3  | 1  | 6  | 7  | -1   | 3   |
| 1951      | 4  | 2  | 2  | 0  | 12 | 8  | +4   | 6   |
| 1952      | 4  | 3  | 0  | 1  | 12 | 6  | +6   | 6   |
| 1953*     | 3  | 3  | 0  | 0  | 11 | 3  | +8   | 4   |
| 1954      | 5  | 4  | 1  | 0  | 20 | 4  | +16  | 9   |
| 1955      | 5  | 4  | 0  | 1  | 23 | 7  | +16  | 8   |
| 1956      | 5  | 3  | 1  | 1  | 17 | 6  | +11  | 7   |
| 1957      | 5  | 5  | 0  | 0  | 14 | 2  | +12  | 10  |
| 1958      | 5  | 4  | 1  | 0  | 23 | 9  | +14  | 9   |
| 1959      | 10 | 5  | 1  | 4  | 30 | 19 | +11  | 11  |
| 1960      | 10 | 6  | 3  | 1  | 32 | 15 | +17  | 15  |
| 1961      | 10 | 7  | 1  | 2  | 18 | 12 | +6   | 15  |
| 1962      | 10 | 4  | 4  | 2  | 22 | 16 | +6   | 12  |
| 1963      | 10 | 6  | 1  | 3  | 25 | 17 | +8   | 13  |
| 1964      | 10 | 6  | 0  | 4  | 27 | 21 | +6   | 12  |
| 1965      | 10 | 6  | 1  | 3  | 24 | 16 | +8   | 13  |
| 1966      | 10 | 2  | 3  | 5  | 13 | 21 | -8   | 7   |
| 1967      | 10 | 2  | 0  | 8  | 10 | 21 | -11  | 4   |
| 1969      | 12 | 6  | 2  | 4  | 22 | 19 | +3   | 14  |
| 1970      | 14 | 8  | 4  | 2  | 24 | 15 | +9   | 20  |
| 1971      | 14 | 6  | 2  | 6  | 27 | 27 | 0    | 14  |
| 1972      | 14 | 7  | 1  | 6  | 24 | 22 | +2   | 15  |
| 1973      | 14 | 4  | 3  | 7  | 32 | 27 | +5   | 11  |
| 1974      | 14 | 9  | 5  | 0  | 24 | 10 | +14  | 23  |
| 1975      | 14 | 8  | 3  | 3  | 29 | 14 | +15  | 19  |
| 1976      | 16 | 8  | 5  | 3  | 27 | 19 | +8   | 21  |
| 1977      | 18 | 13 | 2  | 3  | 35 | 13 | +22  | 28  |
| 1978      | 18 | 13 | 3  | 2  | 47 | 13 | +34  | 29  |
| 1979      | 18 | 10 | 3  | 5  | 27 | 17 | +10  | 23  |
| 1980      | 18 | 8  | 4  | 6  | 29 | 20 | +9   | 20  |
| 1981      | 18 | 8  | 6  | 4  | 29 | 17 | +12  | 22  |
| 1982      | 18 | 6  | 6  | 6  | 22 | 20 | +2   | 18  |
| 1983      | 18 | 10 | 4  | 4  | 29 | 11 | +18  | 24  |
| 1984      | 18 | 12 | 2  | 4  | 33 | 18 | +15  | 38  |
| 1985      | 18 | 11 | 3  | 4  | 37 | 20 | +17  | 36  |
| 1986      | 18 | 9  | 3  | 6  | 33 | 22 | +11  | 30  |
| 1987      | 18 | 9  | 3  | 6  | 36 | 30 | +6   | 30  |
| 1988      | 18 | 9  | 5  | 4  | 32 | 25 | +7   | 32  |
| 1989      | 18 | 8  | 2  | 8  | 20 | 21 | -1   | 26  |
| 1990      | 18 | 3  | 2  | 13 | 19 | 36 | -17  | 11  |
| 1992      | 18 | 12 | 4  | 2  | 40 | 19 | +21  | 40  |
| 1993      | 18 | 16 | 1  | 1  | 62 | 16 | +46  | 49  |
| 1994      | 18 | 12 | 3  | 3  | 35 | 11 | +24  | 39  |
| 1995      | 18 | 16 | 1  | 1  | 50 | 15 | +35  | 49  |
| 1996      | 18 | 13 | 1  | 4  | 46 | 19 | +27  | 40  |
| 1997      | 18 | 11 | 2  | 5  | 42 | 24 | +18  | 35  |
| 1998      | 18 | 8  | 6  | 4  | 27 | 22 | +5   | 30  |
| 1999      | 18 | 6  | 6  | 6  | 21 | 21 | 0    | 24  |
| 2000      | 18 | 7  | 5  | 6  | 21 | 17 | +4   | 26  |
| 2001      | 18 | 11 | 3  | 4  | 29 | 16 | +13  | 36  |
| 2002      | 18 | 6  | 5  | 7  | 29 | 26 | +3   | 23  |
| 2003      | 18 | 8  | 6  | 4  | 27 | 21 | +6   | 30  |
| 2004      | 18 | 8  | 7  | 3  | 28 | 19 | +9   | 31  |
| 2005      | 18 | 10 | 2  | 6  | 24 | 20 | +4   | 32  |
| 2006      | 18 | 6  | 4  | 8  | 27 | 30 | -3   | 22  |
| 2007      | 18 | 8  | 6  | 4  | 34 | 27 | +7   | 30  |
| 2008      | 22 | 2  | 7  | 13 | 18 | 46 | - 28 | 13  |
| 2012      | 22 | 9  | 5  | 8  | 32 | 36 | -4   | 32  |
| 2013      | 22 | 3  | 2  | 17 | 29 | 56 | -27  | 11  |
| 2015      | 22 | 7  | 8  | 7  | 31 | 31 | 0    | 29  |
| 2016      | 22 | 10 | 1  | 11 | 28 | 33 | -5   | 31  |
| 2017      | 22 | 3  | 8  | 11 | 28 | 41 | - 13 | 17  |
| 2019      | 22 | 7  | 6  | 9  | 27 | 32 | -5   | 27  |

## Participacions en competicions europees
| Temporada | Competició                   | Ronda            | |
| --------- | ---------------------------- | ---------------- | --- |
| 1970-1971 | Copa de les Ciutats en Fires | 1a               | Sparta Rotterdam 6 - 0 ÍA Akranes ÍA Akranes 0 - 9 Sparta Rotterdam                                                                   |
| 1971-1972 | Copa d'Europa                | 1/32             | ÍA Akranes 0 - 4 Sliema Wanderers Football Club 0 - 0 ÍA Akranes                                                                      |
| 1975-1976 | Copa d'Europa                | 1/32             | Athletic Club Omonia Nicòsia 2 - 1 ÍA Akranes ÍA Akranes 4 - 0 Athletic Club Omonia Nicòsia                                           |
|           |                              | 1/16             | FC Dinamo de Kíev 3 - 0 ÍA Akranes ÍA Akranes 0 - 2 FC Dinamo de Kíev                                                                 |
| 1976-1977 | Copa d'Europa                | 1/32             | ÍA Akranes 1 - 3 Trabzonspor Kulübü 3 - 2 ÍA Akranes                                                                                  |
| 1977-1978 | Recopa d'Europa de futbol    | 1/32             | Sportsklubben Brann 1 - 0 ÍA Akranes ÍA Akranes 0 - 4 Sportsklubben Brann                                                             |
| 1978-1979 | Copa d'Europa                | 1/32             | 1. Fußball-Club Köln 4 - 1 ÍA Akranes ÍA Akranes 1 - 1 1. Fußball-Club Köln                                                           |
| 1979-1980 | Recopa d'Europa de futbol    | 1/32             | ÍA Akranes 0 - 1 Futbol Club Barcelona 5 - 0 ÍA Akranes                                                                               |
| 1980-1981 | Copa de la UEFA              | 1/64             | ÍA Akranes 0 - 4 1. Fußball-Club Köln 6 - 0 ÍA Akranes                                                                                |
| 1983-1984 | Recopa d'Europa de futbol    | 1/32             | ÍA Akranes 1 - 2 Aberdeen Football Club 1 - 1 ÍA Akranes                                                                              |
| 1984-1985 | Copa d'Europa                | 1/32             | ÍA Akranes 2 - 2 Koninklijke Sportkring Beveren 5 - 0 ÍA Akranes                                                                      |
| 1985-1986 | Copa d'Europa                | 1a               | ÍA Akranes 1 - 3 Aberdeen Football Club 4 - 1 ÍA Akranes                                                                              |
| 1986-1987 | Copa de la UEFA              | 1/64             | ÍA Akranes 0 - 9 Sporting Clube de Portugal 6 - 0 ÍA Akranes                                                                          |
| 1987-1988 | Recopa d'Europa de futbol    | 1/32             | ÍA Akranes 0 - 0 Kalmar FF 1 - 0 ÍA Akranes                                                                                           |
| 1988-1989 | Copa de la UEFA              | 1/64             | ÍA Akranes 0 - 0 Újpest Football Club 2 - 1 ÍA Akranes                                                                                |
| 1989-1990 | Copa de la UEFA              | 1/64             | ÍA Akranes 0 - 2 Royal Football Club de Liège 4 - 1 ÍA Akranes                                                                        |
| 1993-1994 | Lliga de Campions de la UEFA | Preliminar       | Klubi Futbollit Partizani Tirana 0 - 0 ÍA Akranes ÍA Akranes 3 - 0 Klubi Futbollit Partizani Tirana                                   |
|           |                              | 1a Ronda         | ÍA Akranes 1 - 0 Feyenoord Rotterdam 3 - 0 ÍA Akranes                                                                                 |
| 1994-1995 | Copa de la UEFA              | Ronda preliminar | Bangor City Football Club 1 - 2 ÍA Akranes ÍA Akranes 2 - 0 Bangor City Football Club                                                 |
|           |                              | 1/64             | ÍA Akranes 0 - 4 1. Fußball-Club Kaiserslautern 4 - 1 ÍA Akranes                                                                      |
| 1995-1996 | Copa de la UEFA              | Ronda preliminar | Shelbourne FC 0 - 3 ÍA Akranes ÍA Akranes 3 - 0 Shelbourne FC                                                                         |
|           |                              | 1/64             | Raith Rovers Football Club 3 - 1 ÍA Akranes ÍA Akranes 1 - 0 Raith Rovers Football Club                                               |
| 1996-1997 | Copa de la UEFA              | Preliminar       | ÍA Akranes 2 - 0 FK Sileks Kratovo 1 - 0 ÍA Akranes                                                                                   |
|           |                              | Qualificació     | ÍA Akranes 0 - 2 PFK CSKA Moscou 4 - 1 ÍA Akranes                                                                                     |
| 1997-1998 | Lliga de Campions de la UEFA | Preliminar       | FC VSS Košice 3 - 0 ÍA Akranes ÍA Akranes 0 - 1 FC VSS Košice                                                                         |
| 1998-1999 | Copa de la UEFA              | Preliminar       | ÍA Akranes 3 - 2 FK Žalgiris Vilnius 1 - 0 ÍA Akranes                                                                                 |
| 1999-2000 | Copa Intertoto de la UEFA    | 1/16             | ÍA Akranes 5 - 1 Klubi Sportiv Teuta Durrës 2 - 1 ÍA Akranes                                                                          |
|           |                              | 1/8              | Koninklijke Sporting Club Lokeren Oost-Vlaanderen 3 - 1 ÍA Akranes ÍA Akranes 1 - 3 Koninklijke Sporting Club Lokeren Oost-Vlaanderen |
| 2000-2001 | Copa de la UEFA              | Qualificació     | ÍA Akranes 0 - 3 Koninklijke Atletiek Associatie Gent 3 - 2 ÍA Akranes                                                                |
| 2001-2002 | Copa de la UEFA              | Qualificació     | Club Brugge Koninklijke Voetbalvereniging 4 - 0 ÍA Akranes ÍA Akranes 1 - 6 Club Brugge Koninklijke Voetbalvereniging                 |
| 2002-2003 | Lliga de Campions de la UEFA | 1a Qualificació  | FK Željezničar 3 - 0 ÍA Akranes ÍA Akranes 0 - 1 FK Željezničar                                                                       |
| 2004-2005 | Copa de la UEFA              | 1a Qualificació  | ÍA Akranes 4 - 2 FC TVMK Tallinn 1 - 2 ÍA Akranes                                                                                     |
|           |                              | 2a Qualificació  | Hammarby IF 2 - 0 ÍA Akranes ÍA Akranes 1 - 2 Hammarby IF                                                                             |
| 2005-2006 | Copa Intertoto de la UEFA    | 1/16             | FC International Turku 0 - 0 ÍA Akranes ÍA Akranes 0 - 4 FC International Turku                                                       |
| 2006-2007 | Copa de la UEFA              | 1a Qualificació  | Randers Football Club 1 - 0 ÍA Akranes ÍA Akranes 2 - 1 Randers Football Club                                                         |
| 2008-2009 | Copa de la UEFA              | 1a Qualificació  | FC Honka Espoo 3 - 0 ÍA Akranes ÍA Akranes 2 - 1 FC Honka Espoo                                                                       |

## Palmarès
- Lliga islandesa de futbol: 18 1951, 1953, 1954, 1957, 1958, 1960, 1970, 1974, 1975, 1977, 1983, 1984, 1992, 1993, 1994, 1995, 1996, 2001
- Copa islandesa de futbol: 9 1978, 1982, 1983, 1984, 1986, 1993, 1996, 2000, 2003
- Copa de la Lliga islandesa de futbol: 3 1996, 1999, 2003
- Supercopa islandesa de futbol: 5 1978, 1987, 1994, 1995, 2004
- Fotbolti.net Cup: 1 2020